# Kadeem Harris
Kadeem Raymond Mathurin-Harris (ur. 8 czerwca 1993 w Westminster) – angielski piłkarz występujący na pozycji pomocnika.